# ロレーヌ 12E

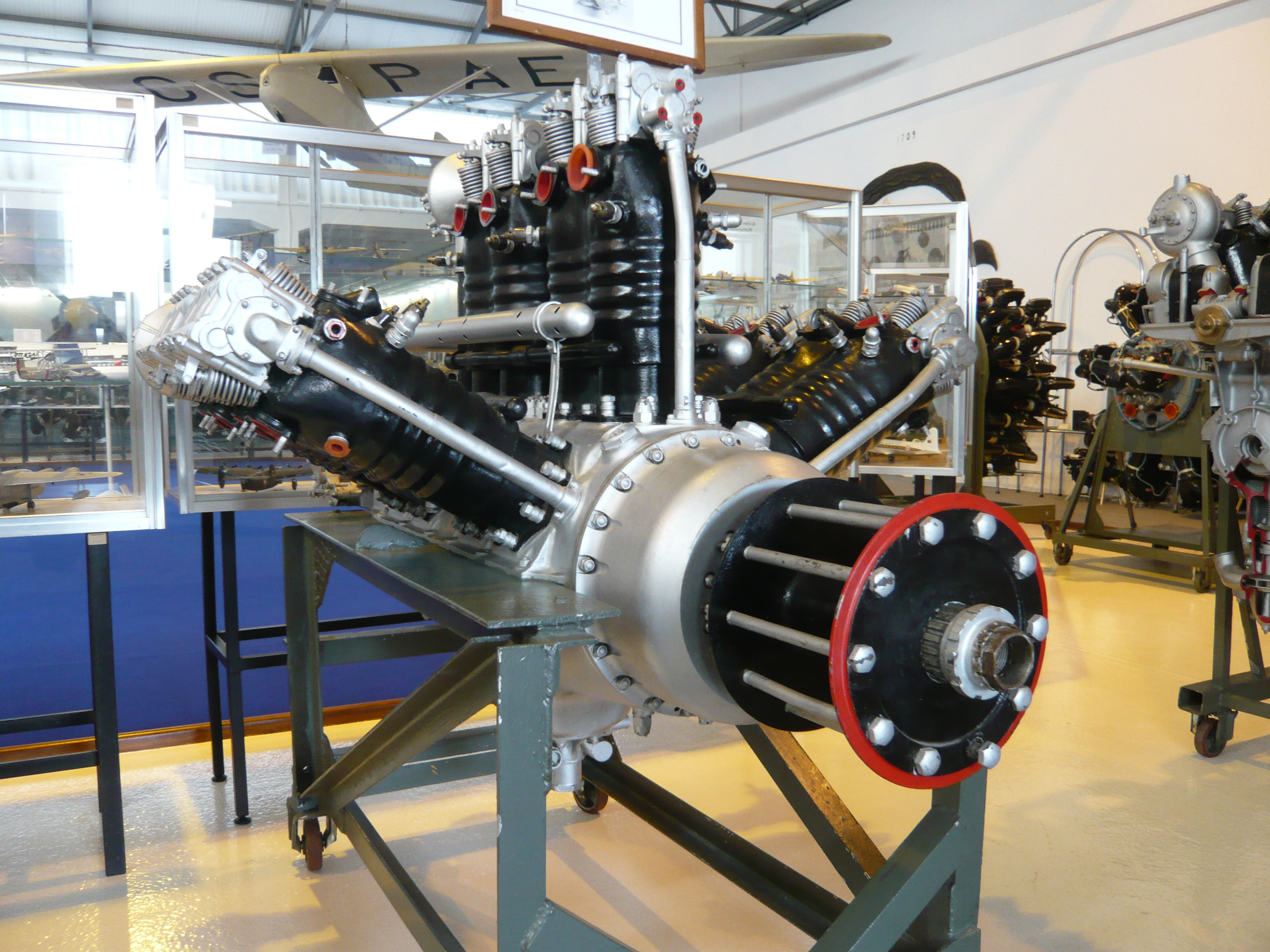
ロレーヌ 12E

ロレーヌ 12E（フランス語: Lorraine 12 E）は1922年から1924年にかけてフランスのロレーヌ・ディートリッヒで開発された航空用水冷W型12気筒発動機である。ローレン 12Eとも呼ばれる。1930年代初頭にライセンス生産の2,000台を含む8,000台が生産された。

## 概要
ロレーヌ 12EはW型12気筒の水冷式レシプロエンジンで、ロレーヌ・ディートリッヒのマリウス・バルバローがイギリスのネイピア ライオンを参考に出力向上を行なった。シリンダーは3つのブロックに分かれ、それぞれのバンク角は60度である。燃料供給は2つのゼニス式気化器用い、点火は2つのマグネトー式点火装置で行なう。点火の順番は1-5-9-3-7-11-4-8-12-2-6-10で、第1気筒は左列前方の気筒で、第5気筒は中央の列前方、第9気筒は右列前方の気筒となっている。
1923年から1924年にかけて試験を行い、1924年3月にロレーヌ 12Ebは耐久試験に合格した。耐久試験合格後すぐに生産が行なわれ、年末までに100台近くが生産された。こうした中、ポテは自社製のポテ 25の標準エンジンにロレーヌ12Ebを指定、この発動機の成功を確実な物とした。価格は14万フランであった。ポテの他、ロレーヌ 12Ebはブレゲー 19やフランス海軍のルヴァッスール PL.4に搭載された。
またロレーヌ製の発動機は1920年代の数々の飛行記録に貢献しており、飛行距離、速度記録の更新や、郵便航空路の開拓をしたフランチェスコ・デ・ピネードやシャルル・ナンジェッセの機体に搭載された。
1930年代に入るとロレーヌ 12Ebと元になったネイピア ライオンよりも高出力の発動機との競争により売上が下降、ロレーヌは3,200馬力の発動機開発を目指すが失敗に終わり、ロレーヌは経営破綻してしまった。8,000台以上製作されたロレーヌ 12Ebだが、僅かに2台がパリのシテ科学産業博物館とビスカロッスの水上機博物館に保存されているのみである。

## 国外での運用
ポーランドでは723台がライセンス生産され、SPAD 61、ブレゲー 19、ポテ 25、PWS-103に搭載された。スペインではCASAでライセンス生産されていたブレゲー 19搭載用にエリザルドでライセンス生産されていた。アルゼンチンではFMA（Fabrica Militar de Aviones）にてライセンス生産していたドボワチン D.21搭載用にライセンス生産、その後ナウエルDL43戦車にも搭載された。

### 日本
1924年（大正13年）に海軍の指示により中島飛行機がロレーヌ・ディートリッヒからライセンス生産権を購入、ローレン四五〇馬力発動機として正式採用された。1927年（昭和2年）春から1929年（昭和4年）末までの間に約120台を生産。この他愛知航空機、海軍広工廠でも生産が行なわれた。
第二次世界大戦末期に海軍は魚雷艇の大量建造を計画するも当時大出力の液冷発動機は払底しており、本機も乙型魚雷艇に搭載されたとされている。

## 性能諸元
- 形式： 水冷W型12気筒
- 筒径×行程： 120 mm×180 mm
- 排気量： 24.4 L
- 圧縮比： 6.1
- 出力： 450 hp / 1,850 rpm
- 乾燥重量：435 kg
- 燃料供給方式： 気化器式

## 主な搭載機
- ロレーヌ 12Eb： ポテ 25、ルヴァッスール PL.4、ルヴァッスール PL.8、ブレゲー 19
- ローレン四五〇馬力発動機： 一四式水上偵察機、一五式飛行艇